# Samba da Bahia - Riachão, Batatinha e Panela
Samba da Bahia - Riachão, Batatinha e Panela, mais conhecido simplesmente por Samba da Bahia, é um álbum dos sambistas baianos Riachão, Batatinha e Panela.
Foi lançado em 1973 pelo selo Fontana Records.

## Faixas
| Lado A - Músicas executadas por Riachão |                            |                          |         |  |
| N.º                                     | Título                     | Compositor(es)           | Duração |  |
| 1.                                      | "Vou Chegando"             | Riachão                  | 3:53    |  |
| 2.                                      | "Fufú"                     | Riachão                  | 2:16    |  |
| 3.                                      | "Terra Hospitaleira"       | Édson Santos / Goiabinha | 2:43    |  |
| 4.                                      | "Cada Macaco No Seu Galho" | Riachão                  | 2:32    |  |
| 5.                                      | "Pitada de Tabaco"         | Riachão                  | 3:26    |  |
| 6.                                      | "Ousado e Mosquito"        | Riachão                  | 2:12    |  |
| 7.                                      | "Até Amanhã"               | Riachão                  | 3:15    |  |

| Lado B - Músicas executadas por Batatinha |                        |                     |         |  |
| N.º                                       | Título                 | Compositor(es)      | Duração |  |
| 8.                                        | "Diplomacia"           | Batatinha / J. Luna | 2:34    |  |
| 9.                                        | "Ministro do Samba"    | Batatinha           | 2:31    |  |
| 10.                                       | "Inventor do Trabalho" | Batatinha           | 3:08    |  |
| 11.                                       | "Direito de Sambar"    | Batatinha           | 3:35    |  |

| Lado B (cont.) - Músicas executadas por Panela |                           |                        |         |  |
| N.º                                            | Título                    | Compositor(es)         | Duração |  |
| 12.                                            | "Não Suje Meu Caixão"     | Panela / Garrafão      | 2:53    |  |
| 13.                                            | "O Patrão É Meu Pandeiro" | Panela / Carlos Napoli | 2:37    |  |